# Vafa-Wittenの定理
Vafa-Wittenの定理（ヴァッファ-ウィッテンのていり）とは、QCDのようなベクトル型のゲージ理論におけるベクトル型の連続対称性が自発的に破れないという定理である。カムラン・ヴァッファとエドワード・ウィッテンによって提唱された。
この定理から、連続なQCDにおける大域対称性や、バリオン数・ストレンジネスの保存といった対称性が、自発的に破れない理由が説明できる。
この定理の証明は、フェルミオンの伝搬関数が距離に対して指数関数的に減衰するので、南部・ゴールドストーン粒子が存在しないことが示せるという事から従う。